# Puccinia pusilla
Puccinia pusilla är en svampart som beskrevs av Syd. & P. Syd. 1906. Puccinia pusilla ingår i släktet Puccinia och familjen Pucciniaceae.   Inga underarter finns listade i Catalogue of Life.